# Mesochorus fuliginatus
Mesochorus fuliginatus är en stekelart som beskrevs av Dasch 1971. Mesochorus fuliginatus ingår i släktet Mesochorus och familjen brokparasitsteklar. Inga underarter finns listade i Catalogue of Life.